# Bambang
För andra betydelser, se Bambang (olika betydelser).
Bambang (Bayan ng Bambang) är en kommun i Filippinerna. Kommunen ligger på ön Luzon, och tillhör provinsen Nueva Vizcaya. Folkmängden uppgår till 41 393 invånare.

## Barangayer
Bambang är indelat i 25 barangayer.
| - Abian - Abinganan - Aliaga - Almaguer North - Almaguer South - Banggot (Pob.) - Barat - Buag (Pob.) - Calaocan (Pob.) - Dullao - Homestead - Indiana - Mabuslo | - Macate - Manamtam - Mauan - Salinas - San Antonio North - San Antonio South - San Fernando - San Leonardo - Santo Domingo (Tabangan) - Pallas - Magsaysay Hill - Santo Domingo West |